# One Word
One Word ist ein deutscher Dokumentarfilm aus dem Jahr 2020, der die Folgen der menschengemachten globalen Erwärmung am Beispiel der Marshallinseln darstellt.

## Inhalt
Anhand des Schicksals der Marshallinseln zeigt der Film exemplarisch die Auswirkungen des Klimawandels und des daraus resultierenden Anstiegs des Meeresspiegels. Die kleine Republik mit rund 50.000 Einwohnern erstreckt sich im Pazifischen Ozean nahe dem Äquator über drei Hauptinseln und 29 Korallenatolle, die 1156 einzelne Inseln und Inselchen umfassen. Der Großteil ihrer Landfläche liegt weniger als 1,80 Meter über dem Meeresspiegel. Oft grenzt die Besiedlung unmittelbar ans Meer. Die Treibhausgasemissionen der Industriestaaten werden daher mit hoher Wahrscheinlichkeit die alte Kultur der Marshallinseln zerstören. Worst-Case-Szenarien sagen die Unbewohnbarkeit der Inselgruppe bis zum Jahr 2050 voraus. Da das Meer weltweit steigt, ist das Schicksal der Inseln keineswegs nur als lokal begrenztes Ereignis, sondern als universelle Warnung an die Menschheit zu begreifen.

## Entstehung
Die Regisseurin Viviana Uriona und ihr Kamera- bzw. Ehemann Mark wollten nicht einfach als Filmemacher aus der ersten Welt auf die Marshallinseln fahren und dort von außen einen Film über die Betroffenen drehen, sondern verfolgten vielmehr einen partizipativen Ansatz, d. h. die Dokumentation sollte mit den Betroffenen entstehen. Das Filmemacher-Ehepaar lernten also zuerst die Menschen auf den Inseln kennen, entwickelte dann gemeinsam mit ihnen in Workshops das Filmprojekt und bewirkten somit zugleich ein Empowerment der Insulaner. Dieser Prozess des wechselseitigen Erforschens erstreckte sich ab Januar 2018 über ein Dreivierteljahr und führte zu einem lebendigen, aber auch emotional aufgeladenen Dokumentarfilm über die globale Erwärmung und ihre Folgen. Der Film wird nicht von Weißen aus der ersten Welt erzählt, sondern nur von den Protagonisten vor Ort, da aus Sicht der Filmemacher nur die Stimmen der Betroffenen relevant sind.
Neben der Musik von Boris Löbsack und typisch marshallesischen Gruppen steuerten auch große Bands wie Radiohead, Jethro Tull oder New Model Army Songs zum Soundtrack bei.

## Uraufführung und Vertrieb
Die Uraufführung erfolgte am 5. November 2020 beim „Hawaii International Film Festival“ und in Deutschland. Da der Film aufgrund der Covid-19-Pandemie in Kinos zunächst nur eingeschränkt gezeigt werden konnte, wurde er anfangs auch auf dem Videoportal Vimeo zum VoD-Streaming angeboten. Die Einnahmen daraus wurden zur Hälfte den von den pandemiebedingten Schließungen besonders hart getroffenen Programmkinos gespendet. Erst mit Lockerung der Corona-Schutzmaßnahmen Mitte 2021 konnte der Film wieder einem Präsenzpublikum in den Kinos gezeigt werden.

## Rezeption
Rolf Brockschmidt schrieb im Tagesspiegel, dass Viviana und Mark Uriona „auch dem weit entfernt lebenden Zuschauer“ mit ihrem preisgekrönten Film „die Dramatik der Situation“ aufzeigen würden: Wenn nichts geschehe, würden die Inseln in 30 Jahren weitgehend überflutet sein.
Nils Michaelis befand im Vorwärts, dass der Film zwar nachdenklich stimme, „dennoch aber Hoffnung und eine positive Stimmung“ hinterlasse. Dieser Eindruck zähle „zu den großen Überraschungen dieses sehr unaufdringlichen und gerade auch deswegen sehr berührenden Films“. Wie ein roter Faden ziehe sich vor allem ein Standpunkt durch die Gesprächssequenzen: „Um dem Klimawandel wirksam zu begegnen, muss man ihn erst mal als Problem anerkennen. Auf den Marshallinseln ist man in dieser Hinsicht notgedrungen weiter als in vielen anderen Weltregionen. Auch deswegen richten sich die Akteur*innen immer wieder an Menschen in jenen Ländern, die die Hauptverantwortung für die Klimamisere tragen.“
Alexandra Wach vom Filmdienst lobte insbesondere die „grandiose[n] Drohnenaufnahmen“ und den „sorgfältig ausgesuchten Soundtrack“ – beides wirke jedoch „bisweilen schon wie ein Epitaph“.
Für Gabriele Summen vom Neuen Deutschland entstand hier „ein ungemein authentischer Film“, der aber keineswegs deprimierend sei, „denn der gesunde Optimismus, der Anstand und die Menschlichkeit der Inselbewohner*innen bestimmen dieses leise und zugleich eindringliche Werk.“

## Auszeichnungen
- Preis des „The London International Documentary Festival“ (2020)[12]
- Sonderpreis des „Greenmotions Filmfestival“ in Freiburg im Breisgau für das Thema „Unser Wasser“ (2021)[13]

## Belege
1. ↑  Eintrag zu One Word bei „Films for the Earth“
2. ↑  Alexandra John: Brandenburger Paar hat Dokumentation „One Word“ auf den Marshallinseln gedreht. Märkische Oderzeitung, 28. Oktober 2020
3. ↑  Liste der Credits. Website des Films.
4. ↑  Release-Info zu „One Word“ bei IMDB
5. ↑  VoD-Hinweis auf der Website des Films
6. ↑  Janka Burtzlaff: Dokumentarfilm „One Word“ spendet für die Kinos. Kulturnews, 12. November 2020
7. ↑  so z. B. in Hamburg, siehe Wilfried Hippen: Grünes Kino auf der Wiese. Die Tageszeitung, 12. August 2021
8. ↑  Rolf Brockschmidt: Die bewegende Begegnung mit dem Familienstein. Der Tagesspiegel, 16. März 2021
9. ↑  Nils Michaelis: „One Word“: Hoffnung in einem vom Klimawandel bedrohten Paradies. In: Vorwärts, 18. Dezember 2020
10. ↑  Alexandra Wach: One Word. In: Lexikon des internationalen Films. Filmdienst, abgerufen am 11. Januar 2023.
11. ↑  Gabriele Summen: Wenn das Wasser zum Feind wird. Neues Deutschland, 11. November 2020
12. ↑  Liste der Preisträger des „London International Documentary Festival“
13. ↑  Liste der Preisträger des „Greenmotions Filmfestival“